# Maestà (Cimabue)
Madona na prestolu - Maestà (italijansko: Maestà di Santa Trinita) je slika italijanskega srednjeveškega umetnika Cimabue, ki je nastala okoli leta 1280-1290. Prvotno poslikana za cerkev Santa Trinita v Firencah, kjer je ostala do leta 1471, zdaj je nameščena v Firenški galeriji Uffizi.

## Zgodovina
Ni znano, kdo je naročil delo, lahko bi bili Vallombrozijci (meniški red iz Vallombrosija pri Firencah),, ki je takrat upravljal baziliko Santa Trinita ali zavetnica ali verska družba, ki bi jo naročila za drugo lokacijo do naslednjega pristanka v cerkvi .
Delo je po pričevanju Giorgia Vasarija v Življenju najbolj odličnih slikarjev, kiparjev in arhitektov ostalo na glavnem oltarju bazilike Santa Trinita do leta 1471, ko ga je, manj cenjena, nadomestila Trojica Alessa Baldovinettija in prenesla v stransko kapelo cerkve, dokler je z leti niso preusmerili v samostansko bolnišnico. S ponovnim premislekom primitivne italijanske umetnosti je leta 1810 prešla v Galleria dell'Accademia Fiorentina in leta 1919 v Uffizi.
V nedoločenem obdobju je dobila štirikotno obliko z zgornjim delom reza in dodatkom dveh kril, v katerih sta bila naslikana dva angela. Vrnili so ji prvotno obliko s prvo restavracijo leta 1890, ki jo je izdelal Oreste Cambi, ki je tudi odstranil krila in dodal okvir v slogu, ki je še vedno prisoten. Drugo restavriranje je upravljal Marcucci v letih 1947-1948, tretjo pa Alfio Del Serra leta 1993.
Pripisovanje Cimabueju že v knjigi Antonia Billija in v Vasarijevih Življenjih je dodeljevanje našlo sporazum med vsemi učenjaki, razen Guglielmo della Valle v 18. stoletju in Langtona Douglasa v 20. stoletju. Vendar so bili kritiki razdeljeni glede datiranja dela, negotovo ali bi ga premislili prej ali kmalu po izvedbi fresk v zgornji baziliki svetega Frančiška Asiškega, kljub negotovosti glede časovne lege tega cikla. Vendar najnovejša kritika delo umešča po freskah iz Assisija, nato v letih 1290-1300.

## Opis
Tabla prikazuje zreli slog Cimabueja, v katerem je umetnik prikazal najstrožje premagovanje bizantinske togosti do ohlapnejših in bolj humaniziranih formul, zaradi česar je Cimabue, po Vasariju postal prvi, ki je premagal »[... ] grški način«. Sprednji pogled na prestol, obraz sproščene in spokojne Device, zaobljeni detajli obraza in senčen chiaroscúro postavljajo delo daleč od bizantinskih kanonov, iz katerih se je Cimabue postopoma uspelo osvoboditi.
V primerjavi s prejšnjimi Cimabuevimi Maestà je večja perspektivna globina: v prestolu so tri navpične ravnine v vedno večjih globinah, nasproti obeh nadstropij prejšnjih del. Podstavek in stopnice prestola imajo tudi konkavno zasnovo in so vkopani globoko v njihov sprednji del. Prestol ima frontalni pogled in razkriva obe notranji strani in ni več v stranskem pogledu. Tudi razporeditev angelov se je spremenila, ne le drug nad drugim, ampak zdaj okoli prestola, razporeditev, zaradi katere dojemamo večjo globino.
Figure so v primerjavi s prej naslikanimi bolj realistične. Sklopi oblačil niso več napeti in zaviti, kot v Maestà v Louvru okoli leta 1280, ampak ležijo široko in viseče, kot tiste med Marijinimi nogami, ali izgledajo manj obokano, kot v modrem plašču, ki pokriva njeno glavo. Bizantinske krizografije se ponovno pojavijo na modrem plašču, vendar tokrat le za dekorativne namene, prilegajoč se velikim volumetričnim pregibom. Zlati poudarki agenemina kažejo na dotike svetlobe na plašču Madone in oblačila otroka, velike fluidnosti in inventivnega bogastva.
Obrazni chiaroscúro so prav tako učinkovitejši in povečajo kontrast. Obstaja tudi večja anatomska karakteristika obrazov za glajenje robov in podrobnosti (upoštevajte na primer rez na ravni nosnice ali namig na nasmeh, ki je bil pri Cimabueju doslej odsoten).
Presenetljiva značilnost slike je široka odprtina na dnu prestola, ki prikazuje slike lokov v okvirju z Jeremijo, Abrahamom, Davidom in Izaijo. Spodaj, ob straneh prestola, Jeremija in Izaija gledata proti otroku, kot da bi potrdila prerokbe, zapisane v njihovih dokumentih o čudežnem deviškem rojstvu Jezusa.
Abraham in David v sredini pod prestolom se spominjata, da je Jezus sestopil iz njihove rodovine. Krščanski pomen dela, ki se dobro prilega cerkvi, posvečeni Sveti Trojici, je tako osredotočen na trojno naravo Device, ki je obdana s Svetim Duhom.